# Protostega
 Protostega es un género extinto de tortugas marinas de la familia Protostegidae. Con una longitud de unos 3 metros, es la segunda tortuga de mayor tamaño, sólo superada por la tortuga gigante Archelon ischyros. Vivió durante el Cretácico Superior.
Al igual que la moderna tortuga laúd, la tortuga marina de mayor tamaño en la actualidad, carecía de escudos en el caparazón. 